# Rover 400/45
Rover 400 a později Rover 45 je řada malých rodinných automobilů nižší střední třídy, které v letech 1990–2005 vyráběla britská automobilka Rover. Vozidlo bylo výsledkem společného vývoje během spolupráce Roveru s automobilkou Honda. První generace řady 400 byla postavena na společné platformě s modelem Honda Concerto a řada 400 Mk2 byla založena na modelu Honda Domani/Civic.
V některých modelech Rover byly použity zážehové motory Honda a naopak vznětové motory řady Rover L series v automobilech Rover i Honda byly navrženy a vyráběny Roverem a to do doby než Honda navrhla vlastní vznětový motor.

## Rover 400 (R8; 1990–1995)
První generace řady 400, která byla vyráběna jako čtyřdveřový sedan od dubna 1990 byla prakticky jen upravenou verzí druhé generace hatchbacků řady Rover 200. Obě řady také během vývoje sdílely kódové označení R8, přičemž řada 200 přišla do výroby o 6 měsíců dříve.

Stejně jako model 200 byl i tento navržen ve spolupráci s automobilkou Honda (která vyráběla svůj sdílený model Concerto určený pro Evropu) a oba modely sdílely i výrobní linky v továrně Rover v Longbridge. Oba modely využívaly stejnou platformu podvozku a mechaniku jako Honda, ale zadní část karoserie modelu 400 byla navržena Roverem a řada 400 se tím od ostatních modelů odlišovala. Interiér vozu a elektrická instalace byly shodné s vozem Rover 200 R8.

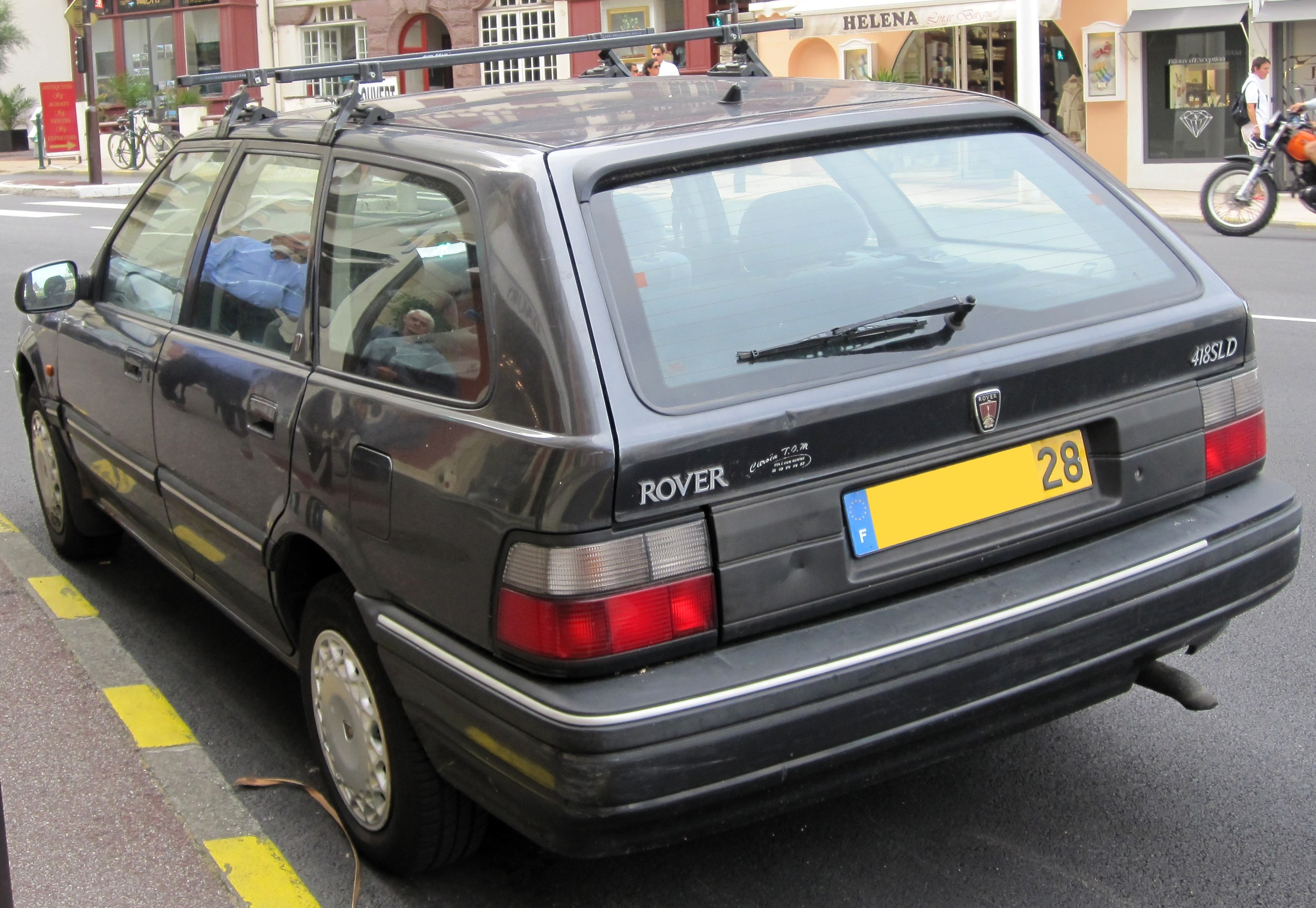
Rover 400 Tourer (verze pro Evropu)

Varianta combi byla následně vyvinuta dceřinou firmou Rover Special Products. S označením „Rover 400 Tourer“ zůstal ve výrobě vedle druhé generace řady 400 do roku 1998, protože za něj nebyla v druhé generaci vyvinuta žádná náhrada. Mnoho z těchto combi bylo vyvezeno do Japonska.
Rover 200 a 400 verze R8 byly prvními vozidly, kde byla použita nová řada motorů K-Series. První agregáty byly šestnáctiventilové o objemu 1,4 litru (1,396 cc) se dvěma vačkovými hřídeli v hlavě válců. Verze s motorem 1,6 litru (1590 cc) byly osazovány motory Honda D16A6 a D16Z2 SOHC nebo D16A8 DOHC, zatímco řada motorů Rover M-Series o objemu 2,0 litru z modelové řady Rover 800 byla osazována nejprve v roce 1991 a to ve sportovních verzích.
Všechny modely Rover 400 měly pohon předních kol, přičemž verze s motorem 1,4 litru měly instalovánu převodovku R65 vyvinutou Roverem ve spolupráci s Peugeotem a verze s motory 1,6 a 2,0 litry převodovku Rover PG1. Rover 420 GSI turbo a GSI Sport turbo, vyrobené v omezeném počtu, byly vybaveny motory řady Rover T-Series s turbodmychadlem a výkonem 197 k (147 kW).
K dispozici byly také dva dieselové motory s nepřímým vstřikováním (neelektronicky řízené vstřikovací čerpadlo Lucas CAV) vyráběné koncernem PSA. Na výběr byl atmosférický naftový motor XUD9 o objemu 1,9 litrů nebo přeplňovaný 1,8 XUD7T. Tyto motory byly ve vozech Peugeot a Citroën vrcholem modelových řad, ale u Roveru tomu tak nebylo a to kvůli častým poruchám a také stávkám ve výrobě.
Do těchto motorů bylo také instalováno, namísto neelektronicky řízeného, vstřikování Bosch HPVE Direct Injection Rover MDi / Perkins Prima použité již v modelech Austin Maestro a Montego, protože původní motor, ač s nižší spotřebou paliva byl příliš hlučný a pro nové modely byl jeho chod shledán příliš nekultivovaným.
Zhruba v druhé polovině roku 1992 prošla řada faceliftem (společně s řadou Rover 200) a zavedl se opět design typický pro dřívější modely automobilů Rover, mřížka nasávání vzduchu vpředu, která se také objevila na faceliftu řady 800 (R17). Tato změna byla provedena bez zásahu do stávající konstrukce, ale poskytla výraznější příklon k tzv. „rodinnému vzhledu“ Roveru a určité odlišení se od modelu Honda Concerto.

## Rover 400 (HH-R; 1995–1999)

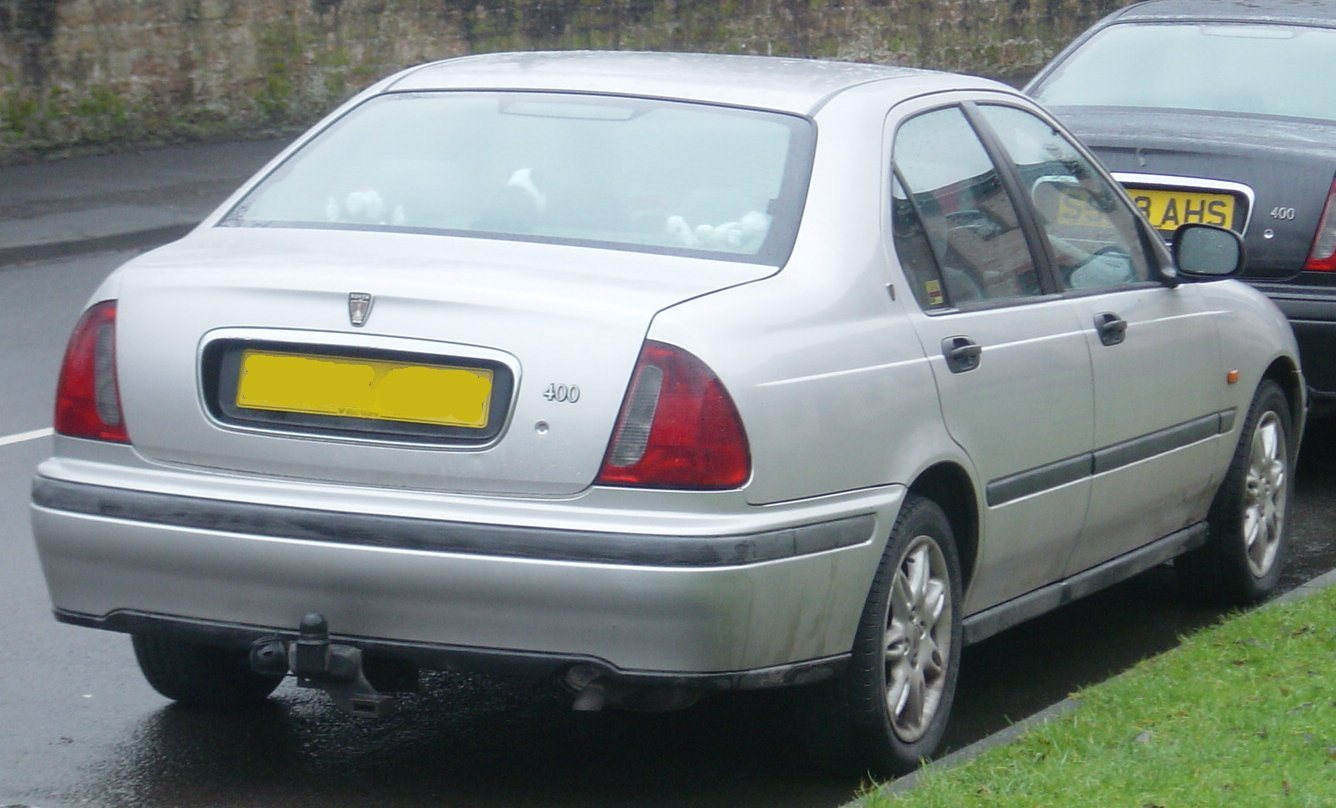
Rover 400 sedan

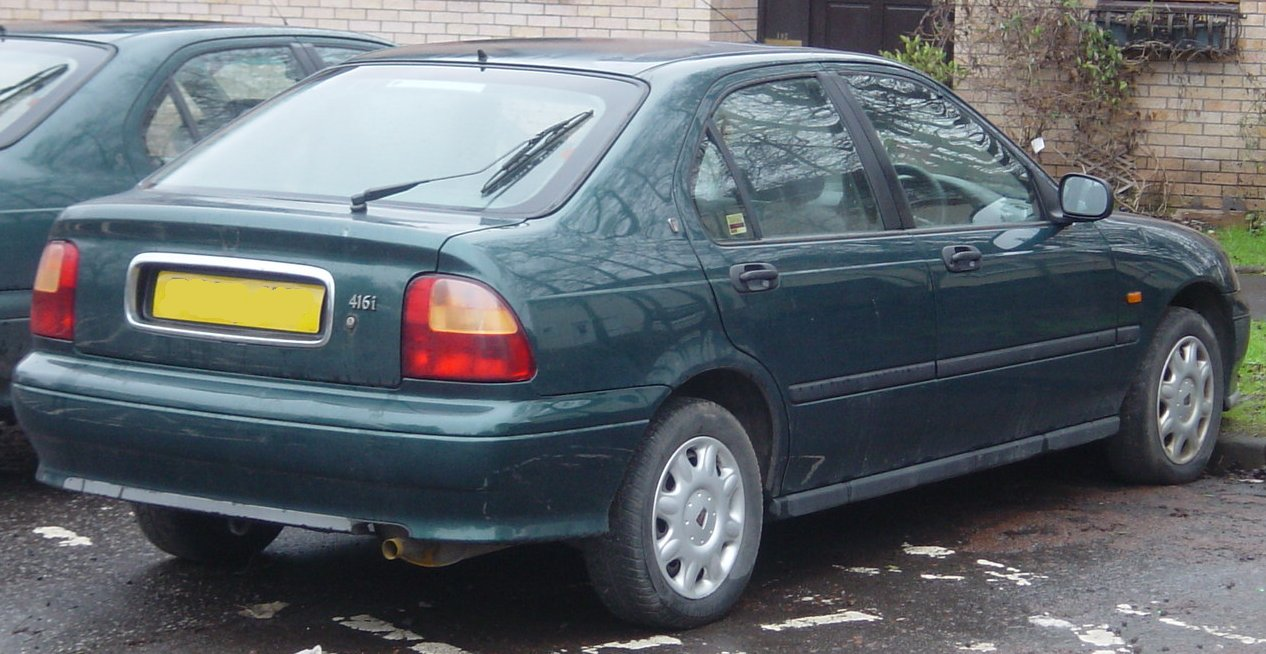
Rover 400 hatchback

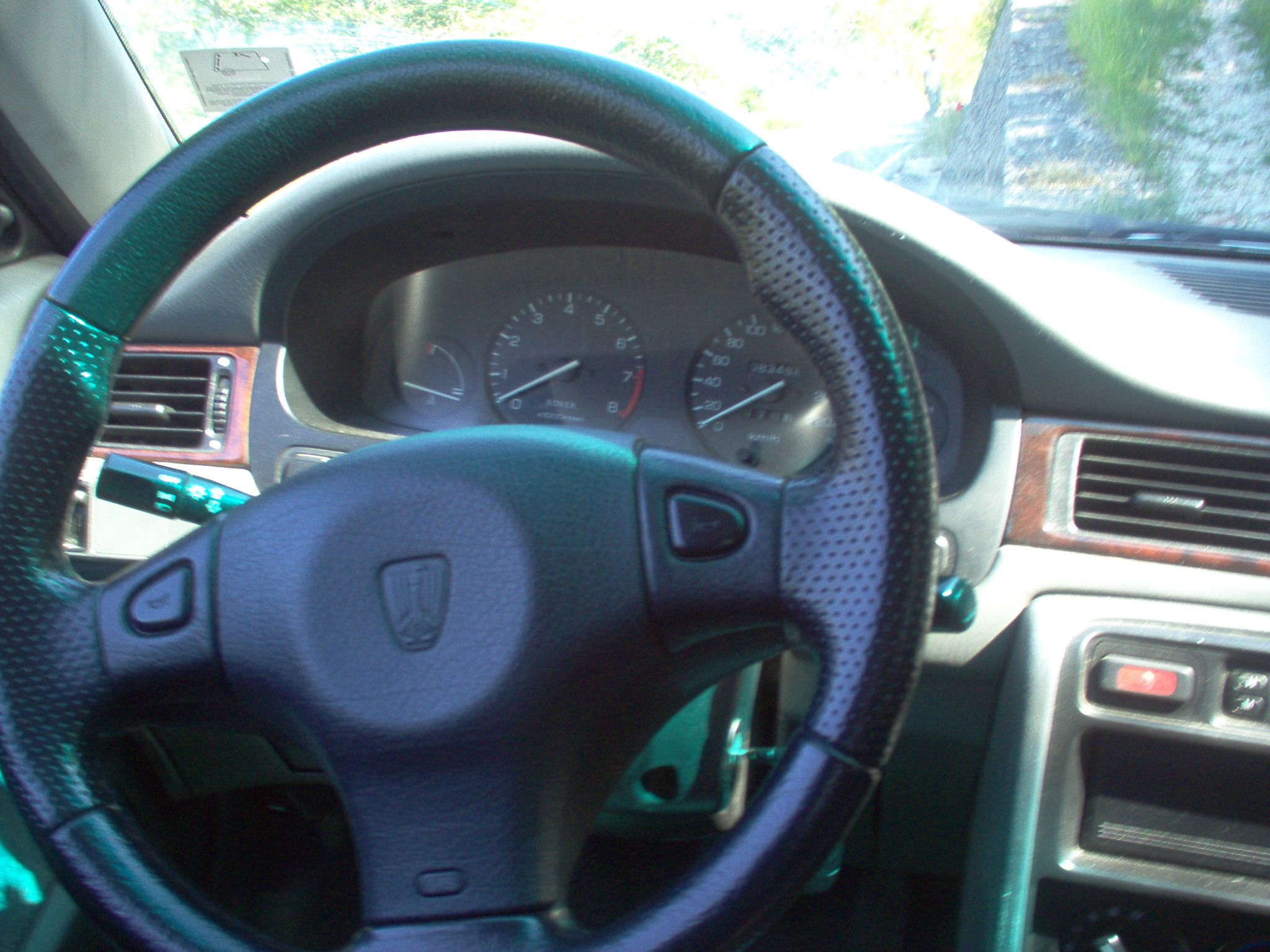
Přístrojová deska Rover 400

Druhá generace řady 400 s kódovým označením Theta nebo HH-R, byla představena v létě roku 1995 jako hatchback a později jako sedan. Tentokrát byla založena na společné platformě s vozem Honda Domani, který byl představen v Japonsku v roce 1992 a byl prodáván jako součást evropské řady Honda Civic jako pětidveřový hatchback. Tato řada již tak úzce nesouvisela s řadou 200, která byla Roverem nezávisle na Hondě přepracována, ale stále sdílela mnohé součásti s vozy řady 400.
Byly osazeny benzínovými motory řady Rover K-Series o objemech 1,4 a 1,6 litru, dále 1,6 litru Honda D-Series SOHC (pouze s automatickou převodovkou) a 2,0 litru Rover T-Series a také naftovým motorem 2,0 litru Rover L-Series turbodiesel, který pocházel z luxusnější řady Rover 600.
Nasazení tohoto nového modelu bylo způsobeno tím, že nabídka Roveru v segmentu automobilů nižší střední třídy v té době bylo pouze stárnoucí Montego a tuto mezeru společnosti na trhu bylo třeba vyplnit. Model ve verzi sedan pro řadu 400 byl představen až později. Honda Civic, která s řadou sdílela stejnou platformu a techniku nebyla ve Velké Británii ve verzi sedan vůbec prodávána, ačkoli čtyřdveřové verze byly na jiných trzích k dispozici. Celkově tato strategie pomohla zvýšit atraktivitu automobilky Rover na trhu v segmentu automobilů vyšší střední třídy a lépe rozlišovat mezi těmito vozy řady 400 a 600.

## Rover 45 (1999–2005)

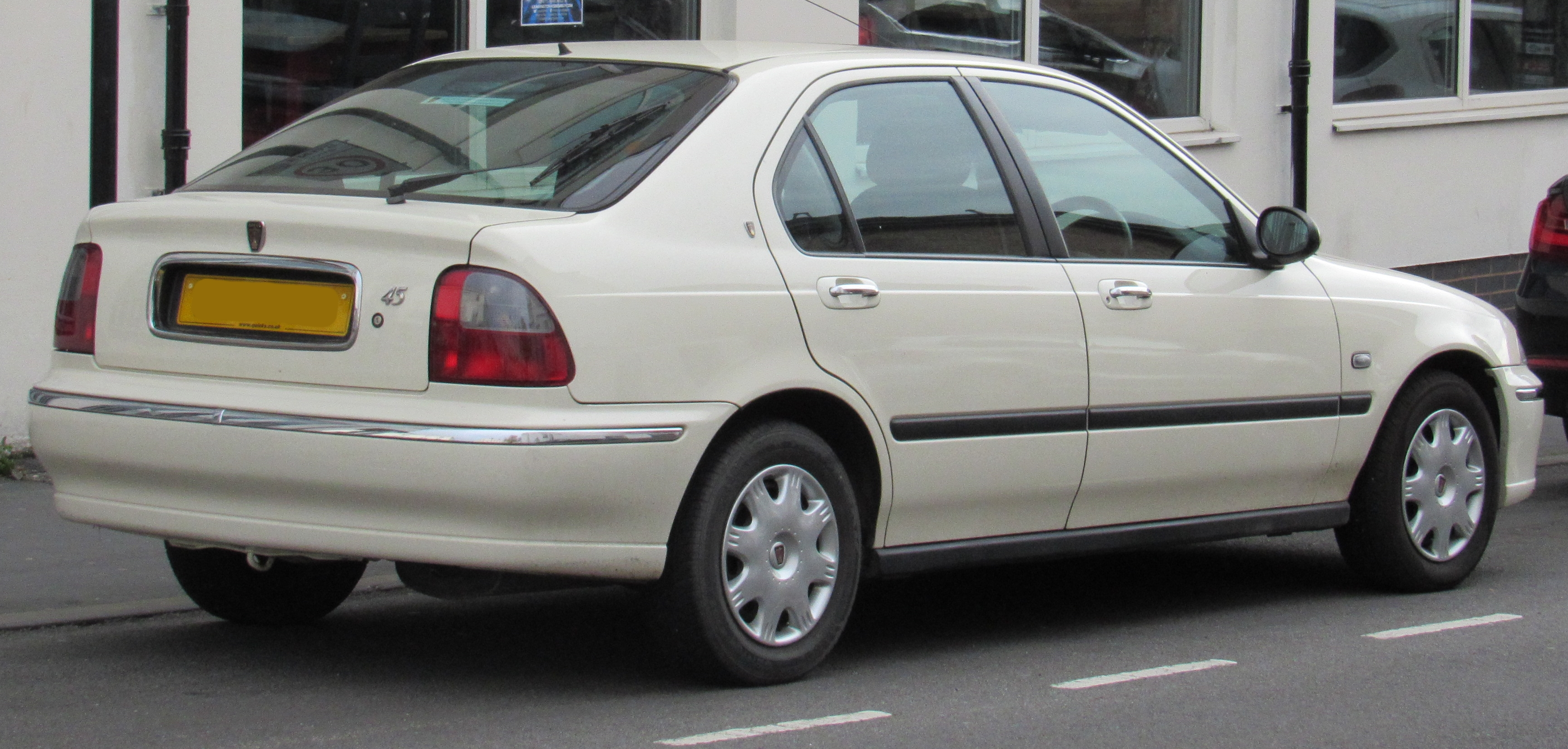
Rover 45 (zezadu)

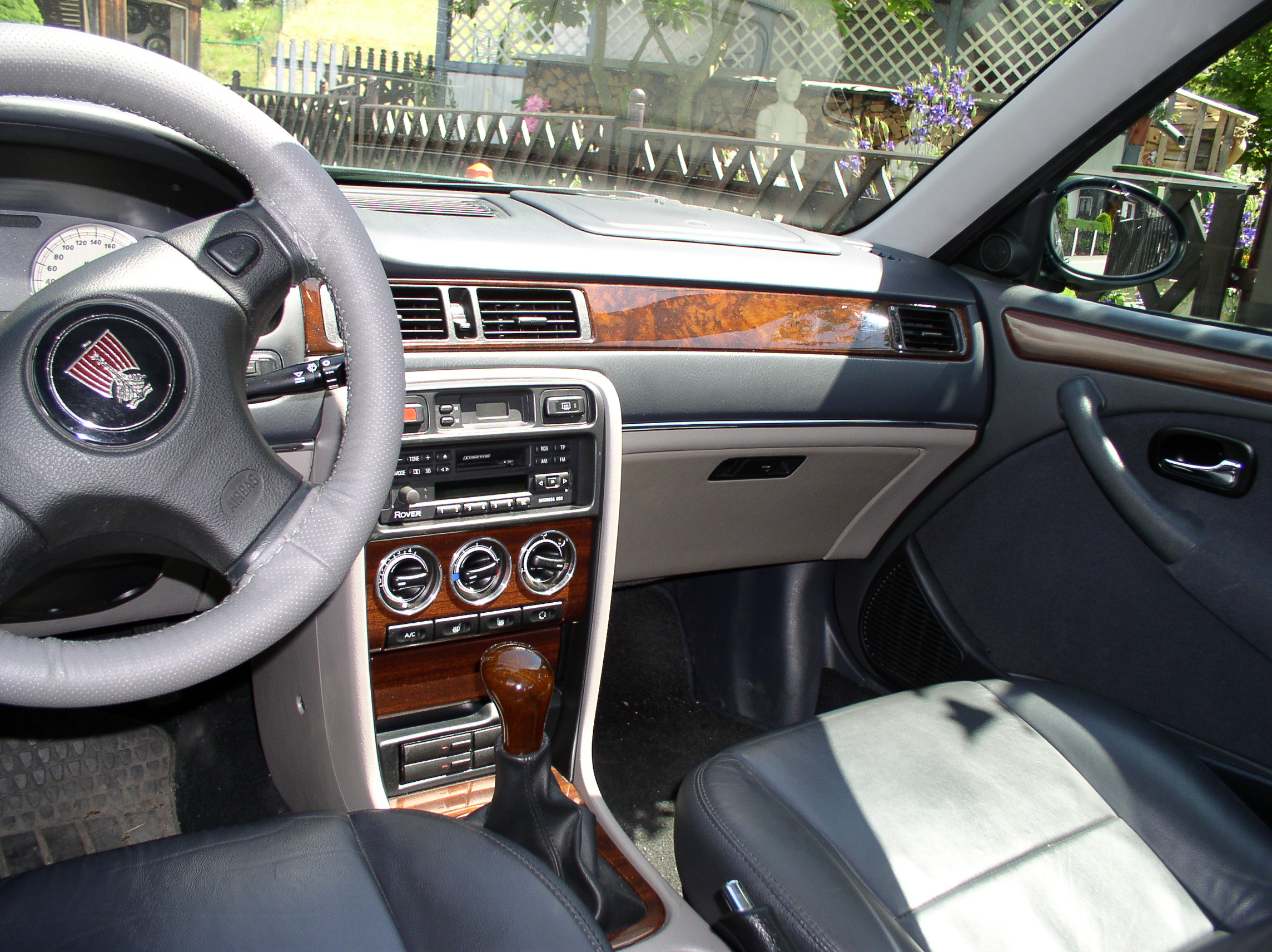
Rover 45 (interiér)

V říjnu 1999 byl Rover 400 faceliftován a vznikla tak modelová řada Rover 45. Byl opět uveden na trh jako konkurence vozů Ford Focus a Vauxhall Astra, jelikož větším vozům jako Ford Mondeo a Vauxhall Vectra svými proporcemi konkurovat nemohl. Od léta 2001 byla spuštěna také výroba a prodej sportovního derivátu pod značkou MG. Tento model byl pojmenován MG ZS.
Benzínové motory o objemu 1,4, 1,6 a 1,8 litru zdědil z řady 400 (kromě motoru Honda), ale benzínový čtyřválcový dvoulitr byl nahrazen vidlicovým šestiválcem z většího Rover 75 přičemž tato pohonná jednotka byla k dispozici pouze na verzi sedan. Model 45 byl vybaven lepšími sedačkami z modelu 75 a i když byla už řada 400 velmi dobře ovladatelná, podvozek byl přenastaven tak, aby poskytoval mnohem lepší kontrolu jízdních vlastností s rychlejší odezvou řízení.

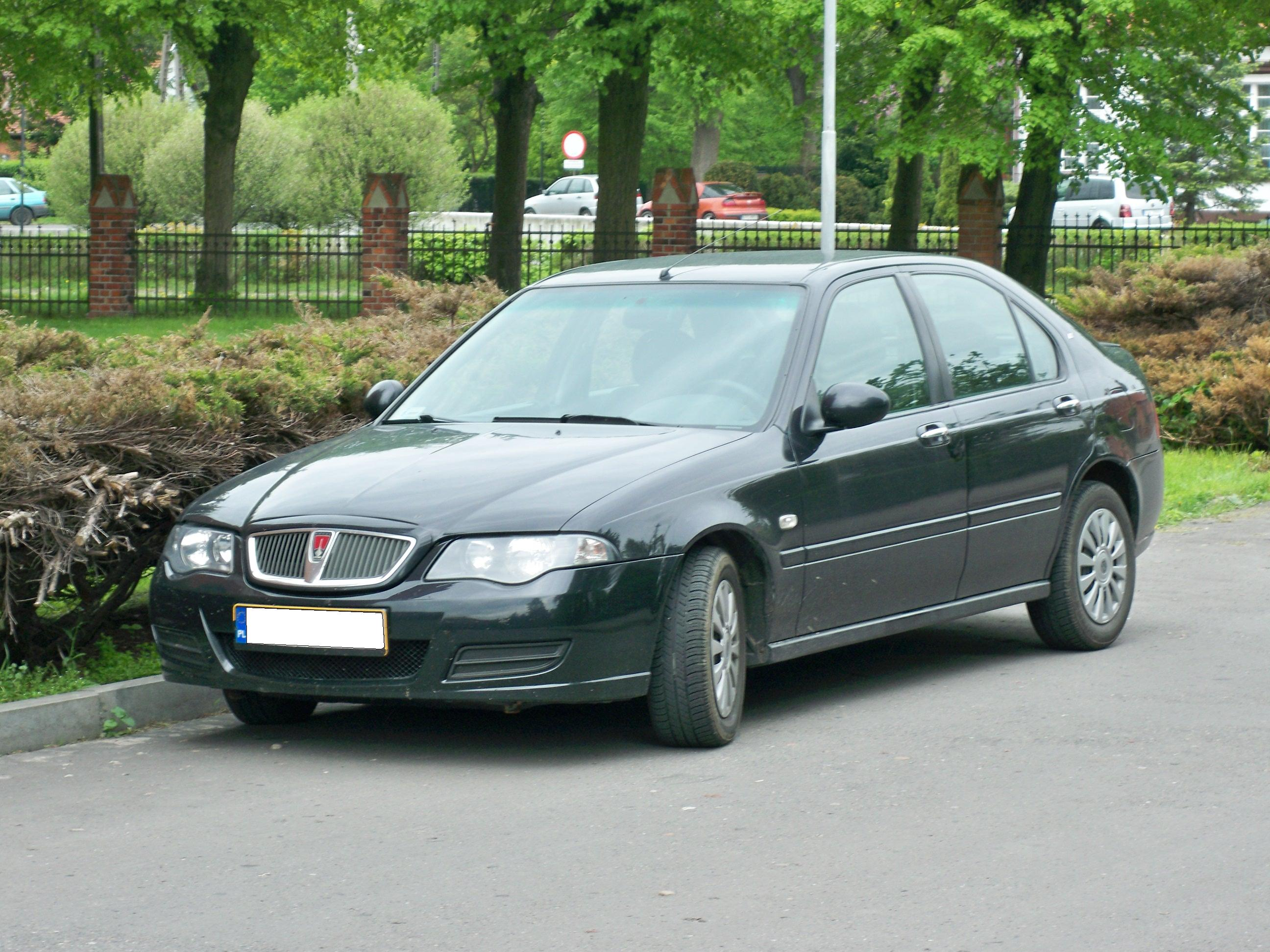
Pofaceliftový Rover 45

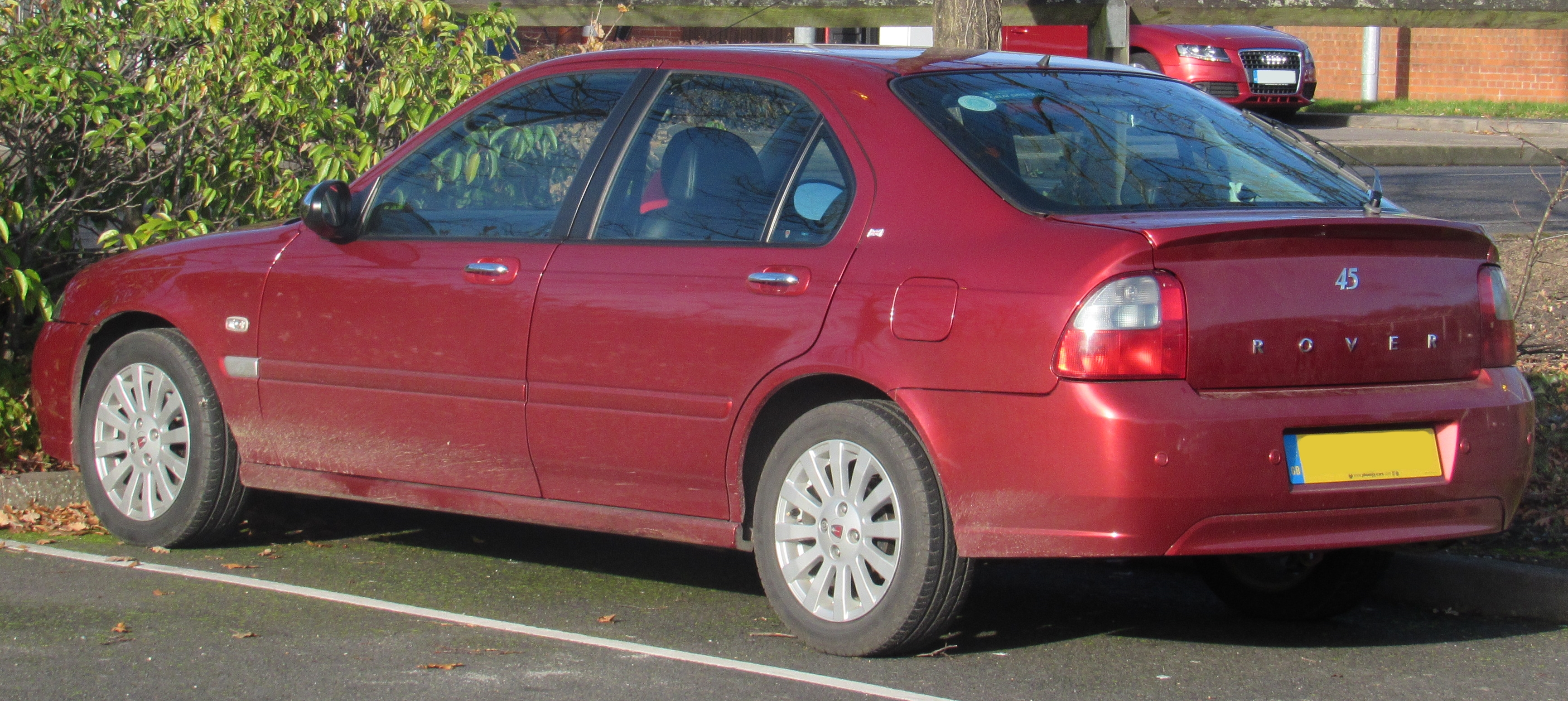
Pofaceliftový Rover 45 (zezadu)

Rover 45 byl od roku 1999 k dispozici s převodovkou Rover/PSA R65 z předešlé řady, ale od roku 2003 byla nahrazena modernější IB5, která vznikla ze společného vývoje firem Getrag a Ford. Dále byla dodávána převodovka německého výrobce ZF Sachs AG s plynule proměnným převodovým poměrem (CVNT), která byla dříve použita i v roadsteru MG F. Tato zvláštní konstrukce automatické převodovky CVT se skládá z olejem chlazeného laminovaného ocelového pásu (s externím olejovým chladičem), který běží na proměnných řemenicích. U modelů s motorem 2.0 V6 však byla používána pětistupňová automatická převodovka Jatco JF506E.
Přepracovaný model se vyznačoval zdokonalenými úrovněmi vybavení, pohodlným interiérem a sníženými cenami ve srovnání s předcházejícími modely řady 400. Přestože cena byla nyní ve srovnání s jinými malými rodinnými vozy na stejné či nižší úrovni, Rover 45 i tak ztrácel podíl na trhu, jelikož jeho šance na úspěch snižoval v té době již stárnoucí design.
Facelift na jaře roku 2004 byla poslední snaha společnosti MG Rover o zvýšení prodejů modelu Rover 45. Byl přepracován design včetně nové přední a zadní masky, nově navržená palubní deska, přepracovaný podvozek, vylepšené vybavení a snížené ceny. Některé z těchto změn byly zapotřebí také kvůli ukončení výroby modelu Honda Domani v Japonsku, protože Honda odmítla pokračovat v dodávkách některých dílů.
Výroba automobilu byla zastavena v dubnu 2005 kvůli bankrotu společnosti MG Rover. Honda rychle ukončila licenční smlouvu s MG Rover a zbavila se zbývajících nástrojových a montážních linek pro výrobu vozu z Longbridge a to ještě před prodejem MG Roveru čínské společnosti Nanjing Automotive, což znamenalo, že žádná verze modelu Rover 45 / MG ZS už nikdy nebyla společností Nanjing Automotive vyráběna.

### Hodnocení ochrany proti krádeži
Modely Rover 45 byly testovány třemi nezávislými testy organizace Thatcham's New Vehicle Security Ratings (NVSR) a dosáhly těchto hodnocení:
| 01/00–12/02              | Hodnocení     |
| ------------------------ | ------------- |
| Ochrana proti krádeži:   | 4/5 hvězdiček |
| Ochrana proti vyloupení: | 2/5 hvězdiček |

| 01/03–03/04              | Hodnocení     |
| ------------------------ | ------------- |
| Ochrana proti krádeži:   | 4/5 hvězdiček |
| Ochrana proti vyloupení: | 3/5 hvězdiček |

| 04/04–05/05              | Hodnocení     |
| ------------------------ | ------------- |
| Ochrana proti krádeži:   | 5/5 hvězdiček |
| Ochrana proti vyloupení: | 4/5 hvězdiček |

## Motorizace
V modelech Rover 400 (1995–1999) a Rover 45 (2000–2005) byly použity tyto pohonné jednotky:
| Benzín        | Benzín       | Benzín     | Benzín                                  | Benzín                | Benzín          | Benzín        | Benzín            | Benzín     | Benzín       | Benzín      |
| Roky produkce | Model motoru | Typ motoru | Převodovka                              | Objem a počet válců   | Výkon           | Točivý moment | Nejvyšší rychlost | 0–100 km/h | Spotřeba     | Emise (CO2) |
| ------------- | ------------ | ---------- | --------------------------------------- | --------------------- | --------------- | ------------- | ----------------- | ---------- | ------------ | ----------- |
| 1995–1999     | K-series     | 1.4 16v    | PSA/Rover R65                           | 1,396 cc – R4         | 76 kW (102 hp)  | 127 Nm        | 185 km/h          | 11,0 s     | 6,9 l/100 km | 175 g/km    |
| 1999–2005     | K-series     | 1.4 16v    | PSA/Rover R65 Getrag/Ford IB5 (od 2003) | 1,396 cc – R4         | 76 kW (102 hp)  | 123 Nm        | 185 km/h          | 11,2 s     | 7,1 l/100 km | 168 g/km    |
| 1995–2004     | K-series     | 1.6 16v    | PSA/Rover R65 Getrag/Ford IB5 (od 2003) | 1,588 cc – R4         | 82 kW (110 hp)  | 145 Nm        | 190 km/h          | 10,0 s     | 7,2 l/100 km | 178 g/km    |
| 1995–2000     | Honda D16Y3  | 1.6 16v    | Hondamatic S1La automat                 | 1,590 cc – R4         | 85 kW (114 hp)  | 143 Nm        | 190 km/h          | 12,0 s     | 8,8 l/100 km | 212 g/km    |
| 1997–2005     | K-series     | 1.8 16v    | Rover PG1                               | 1,796 cc – R4         | 86 kW (115 hp)  | 160 Nm        | 195 km/h          | 9,3 s      | 7,4 l/100 km | 174 g/km    |
| 1999–2005     | K-series     | 1.8 16v    | ZF CVT Stepspeed automat                | 1,796 cc – R4         | 86 kW (115 hp)  | 160 Nm        | 184 km/h          | 10,3 s     | 8,6 l/100 km | 203 g/km    |
| 1995–2000     | T-series     | 2.0 16v    | Rover PG1                               | 1,994 cc – R4         | 100 kW (130 hp) | 185 Nm        | 200 km/h          | 9,0 s      | 8,8 l/100 km | 210 g/km    |
| 2000–2004     | KV6          | 2.0 24v    | Jatco JF506E Steptronic automat         | 1,997 cc – V6         | 110 kW (150 hp) | 185 Nm        | 200 km/h          | 9,5 s      | 10 l/100 km  | 234 g/km    |
| Diesel        |              |            |                                         |                       |                 |               |                   |            |              |             |
| Roky produkce | Model motoru | Varianta   | Typ motoru a převodovka                 | Objem a počet válců   | Výkon           | Točivý moment | Nejvyšší rychlost | 0–100 km/h | Spotřeba     | Emise (CO2) |
| 1995–1999     | L-series     | 2.0 TD 86  | Rover PG1                               | 1,994 cc – R4 – Turbo | 63 kW (84 hp)   | 170 Nm        | 169 km/h          | 13,0 s     | 5,8 l/100 km | 168 g/km    |
| 1995–1999     | L-series     | 2.0 TD 105 | Rover PG1                               | 1,994 cc – R4 – Turbo | 77 kW (103 hp)  | 210 Nm        | 185 km/h          | 10,4 s     | 5,3 l/100 km | 166 g/km    |
| 1999–2005     | L-series     | 2.0 TD 101 | Rover PG1                               | 1,994 cc – R4 – Turbo | 74 kW (99 hp)   | 240 Nm        | 185 km/h          | 10,6 s     | 5,4 l/100 km | 150 g/km    |
| 2002–2005     | L-series     | 2.0 TD 113 | Rover PG1                               | 1,994 cc – R4 – Turbo | 83 kW (111 hp)  | 260 Nm        | 190 km/h          | 9,8 s      | 5,6 l/100 km | 150 g/km    |

## Plánované prototypy vozů

### R30
Na konci devadesátých let byl jako náhrada za modely Rover 25 a 45 společností Rover Group vyvíjen prototyp pod kódovým označením R30. Měli být uvedeny na trh v roce 2003 jako Rover 35 a 55 a měli být založeny na zcela nové platformě. Při uvedení do provozu měla tato řada používat motory K-Series, avšak do roku 2006 je měla nahradit nová řada motorů Valvetronic. Projekt R30 byl zrušen, když BMW v březnu 2000 rozprodalo svůj podíl v Rover Group. 
Je možné, že některé části z vývojových prací byly nakonec použity v BMW řady 1.

### RD/X60
Po ukončení projektu R30 od roku 2001 MG Rover plánoval nahradit modelovou řadu 45 modelovou řadou založenou na platformě Rover 75. Kolektivně označovaný jako projekt RD/X60 project (někdy také psaný jako RDX60). Modelová řada měla zahrnovat následující varianty::
- RD60: Rover hatchback
- X60: MG hatchback
- RD61: Rover sedan
- RD62: Rover „tourer“ (combi)

Náhled toho, jak mohl vypadat RD62 „Tourer“, bylo možné vidět při uvedení na autosalonu v Ženevě v roce 2002 ve formě koncepčního vozu Rover TCV (Tourer Concept Vehicle).
Během vývojových prací se však projektový partner, společnost Tom Walkinshaw Racing (TWR) dostal do konkurzu. Tím MG Rover ztratil přístup k většině počítačem již vytvořených a zpracovaných projektových prací pro své nové vozidlo. Bylo sice vynaloženo nemalé úsilí o jejich zpětné získání od správců konkurzní podstaty, avšak výsledná nejistota a zdržení znemožnily jakýkoliv pokrok v projektu.
Nakonec neúspěšná dohoda s čínskou automobilkou SAIC z roku 2004 měla zahrnovat mimo jiné i uvedení náhrady za stárnoucí model 45 a projekt RD/X60 byl pravděpodobně nejvhodnějším kandidátem. Nakonec z jednání sešlo a žádná taková společná dohoda nebyla uzavřena. Po zhroucení společnosti MG Rover koupila společnost SAIC část duševního vlastnictví společnosti a uvedla koncept nazvaný Roewe W2. Stejně jako RD/X60 byl koncept částečně založen na platformě Rover 75. W2 byl zaveden do výroby v roce 2008 jako Roewe 550. Hatchback derivát 550 byl v roce 2009 uveden jako MG6.